# Metánov
Metánov (německy Metanow) je vesnice, část obce Častrov v okrese Pelhřimov. Nachází se asi 2,5 km na jih od Častrova. V roce 2009 zde bylo evidováno 65 adres. V roce 2001 zde trvale žilo 114 obyvatel.
Metánov je také název katastrálního území o rozloze 5,67 km2.

## Pamětihodnosti

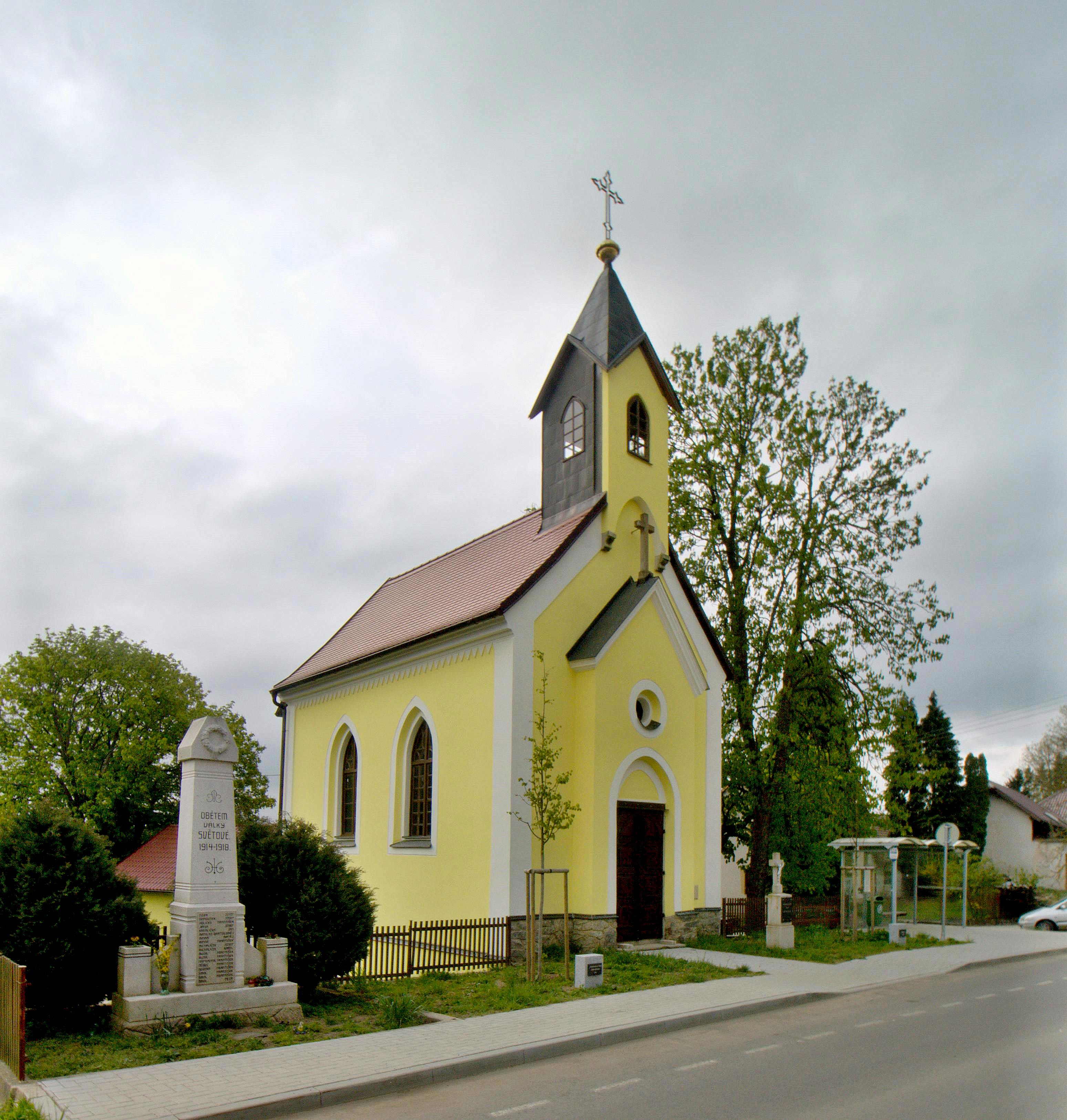
Kaplička na návsi v Metánově

V obci se nachází Metánovské muzeum – Kabinet profesora Hrona.

## Osobnosti
- Jakub Hron Metánovský – lingvista a vynálezce